# Fall (segling)

Fall markerade med röd färg.

Fall är de linor eller vajrar med vilka man hissar segel och rår.
På en bermudarigg fäster ena ändan av linan i fallhornet, som är seglets översta hörn, mot masten i ett skivgatt, eller via ett block ner till ett brytblock på däck. 
På gaffel- och råseglare fästs den andra ändan i en nagel, medan den på segelbåtar oftast fästs via en vinsch. På segelfartyg har man också en lina med motsatt funktion kallad nedhal, som används för att hala ner seglet. 
Gaffelsegel har två fall: klofallet vid masten och pikfallet för gaffeln. På råsegel används fallet för att hissa upp rån, inte för att hissa seglet, och är ofta en kätting. Fallvinscharna drevs ofta med ångpanna på 1900-talets stora segelfartyg.
Fallen benämns enligt det segel de hör till: storfall, fockfall, genuafall, spinnakerfall och så vidare.
Fallet kan användas vid trimning av vissa segeltyper: seglets förlik spänns mellan halshorn och fallhorn; genom att släppa något på fallet tillåts förliket föras ut av vinden och seglet får större buk.